# Pokuplje
A Pokuplje (magyarul: Kulpamellék) Horvátország egyik tájegysége, mely a Kulpa folyó mentén húzódik. 

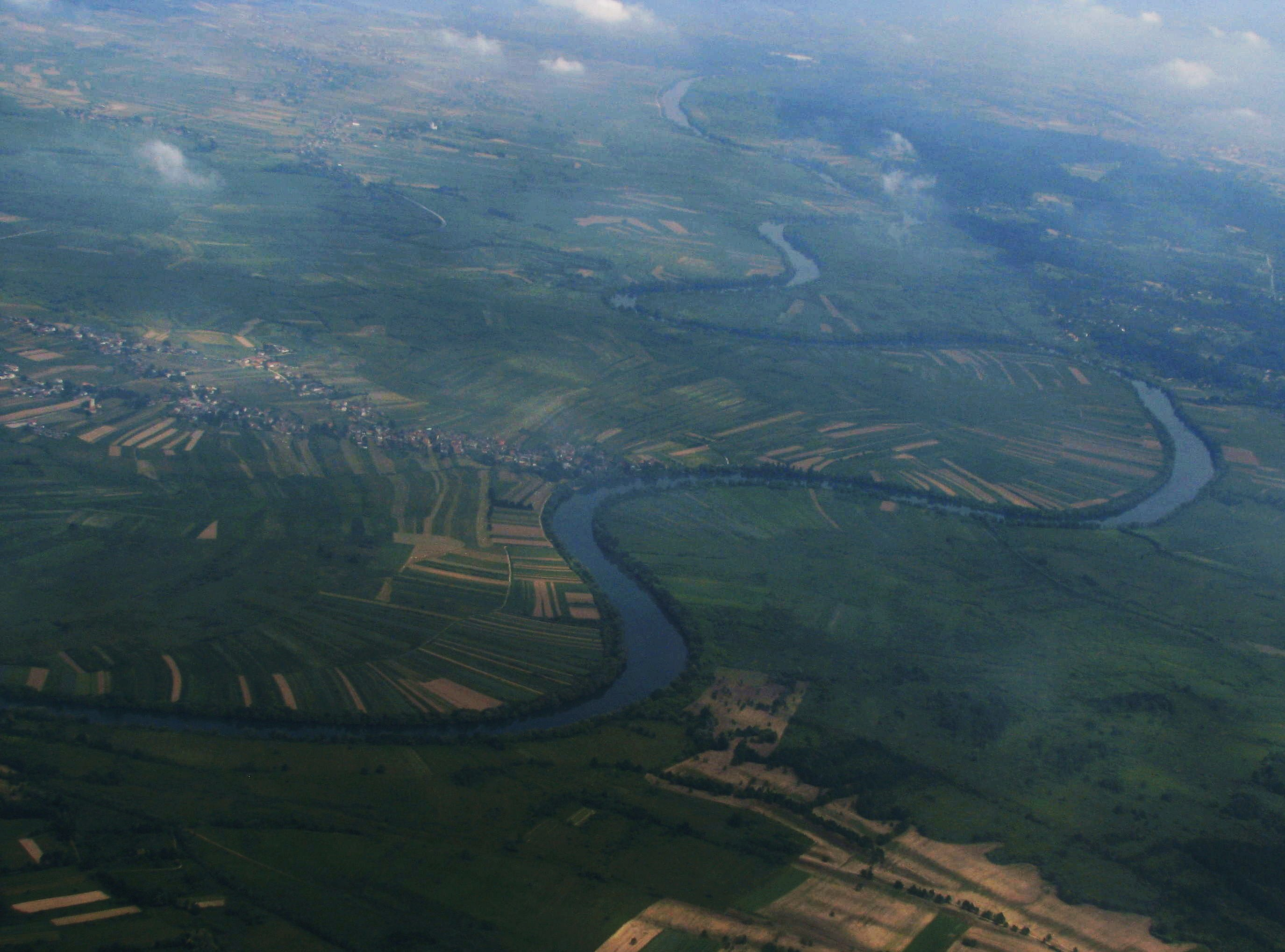
A Kulpamellék a levegőből

## Leírása
A Pokuplje egy körülbelül 70 km hosszú és legfeljebb 30 km széles síkság a Kulpa folyó alsó folyása mentén, mely Ozalytól Sziszekig, a Szávával való összefolyásáig húzódik. Északnyugaton a Zsumberki-hegység, északkeleten a Vukomerići-dombság, délnyugaton pedig a Szluini karsztfennsík határolja. A Zsumberki-hegység és az Ozaly közelében található Szluini karsztlemez között a Kulpa egy szurdokon tör át. Itt találhatók a HPP Ozalj I és II vizierőművek. Főbb települései: Károlyváros (46 827 lakos, 2011), Sziszek (33 049 lakos), Petrinya (15 480 lakos), Glina (4667 lakos) és Topuszka (929 lakos).

## Története
A Kulpa folyó melléke már őskorban lakott volt. A középső rézkorban i. e. 4000 körül itt virágzott a Lasinja-kultúra, mely a folyó jobb partján fekvő Lasinja településről kapta a nevét. Az ókorban az illír kolapiani törzs élt a Kulpa mentén, majd a környéket a rómaiak szállták meg. Sziszek mai városa (az ókori Siscia) a római időkben kolóniaként a római Pannonia tartomány egyik fontos központja, püspökség székhelye volt. 
A horvátok letelepedése után a középkorban a Pokuplje a Sziszeki zsupánság mellett főként Gorička és Gorska zsupánságok területeit foglalta magában. Számos feudális birtok és vásáros hely (Ozaly, Dubovac, Steničnjak, Topuszka, Hrasstovica, Petrinya, Sziszek, Ribnica, Gora) jött létre ezen a vidéken, amely a középkorban gyakran cserélt gazdát (Frangepánok, Zrínyiek). Az ősi kereskedelmi útvonalon, amely Pannóniából Zenggig vezetett, Toplica (a mai Topuszka) volt a középkorban a ciszterci rend egyik fő központja. Topuszka, amely az ókori Quadrata település helyén alakult ki gyógyhőforrásokkal rendelkezett. 
Az oszmán inváziók miatt a 16. században számos erődítmény épült a Kulpamentén, amelyek közül kiemelkedett a zágrábi káptalan sziszeki vára és a károlyvárosi erőd. Ugyanakkor a sorozatos támadások miatt a horvát lakosság elkezdte elhagyni a területet, részben a horvát határokon kívülre költözve. (Például az ausztriai Burgenlandban is van egy Stinatz nevű település, amelynek lakossága többnyire Steničnjakból és környékéről származik). Az oszmán haderő Pokupljébe való behatolásával a Habsburg katonai erőket, köztük a horvát egységeket, a Kulpán túlra nyomták vissza. A Kulpa folyó mentén lévő, még szabad területen a 16. század második felében megalapították a Pokupska krajinát (Kulpai végvidék), amelyből később a Banovina fejlődött ki.
Az 1699-es karlócai béke után a Kulpa, az Una és a Száva közötti teljes terület a katonai határőrvidék része lett. Néhány uradalmat újraalapítottak, amelyeket időközben a horvát lakosság mellé költöztetett vlachokkkal (többnyire ortodox szerbekkel) telepítettek be. A terület gazdasági fejlődését nagyban elősegítette a hajózás fejlődése, mely a Kulpán Sziszektől Károlyvárosig volt lehetséges. A 19. század elején a rövid francia uralom megszakította az egyébként kiterjedt gabonakereskedelmet, de később a fa kitermelése és feldolgozása is növekedett. A horvátországi háború alatt a Kulpa jobb oldalán található területeket szerb erők foglalták el, és gyakran támadták bal oldalon lévő horvát területeket. A hadműveletek 1995-ben fejeződtek be a teljes invázió előtti terület felszabadításával.

## Gazdaság
A Pokupljében az idők folyamán fejlett mezőgazdaság alakult ki. A térség tervezett és részben megvalósított rekultivációja további értékes mezőgazdasági területeket biztosít, amelyek a jövőben Közép-Horvátország éléstárai lehetnek. Az ipari ágazatok közül fejlett a textilipar, az élelmiszeripar és különösen a fémfeldolgozó ipar. Főbb ipari központok Károlyváros, Petrinya, Duga Resa, Ozaly, Jasztrebarszka. A mezőgazdaságon és az iparon kívül ez Horvátország egyik legforgalmasabb területe, amelyen keresztülhaladnak a Pannóniából az Adriáig vezető utak.

## Fordítás
Ez a szócikk részben vagy egészben  a   Pokuplje című horvát Wikipédia-szócikk ezen változatának fordításán alapul.  Az eredeti cikk szerkesztőit annak laptörténete sorolja fel. Ez a jelzés csupán a megfogalmazás eredetét és a szerzői jogokat jelzi, nem szolgál a cikkben szereplő információk forrásmegjelöléseként.